# Hunters Hollow (Kentucky)
Hunters Hollow es una ciudad ubicada en el condado de Bullitt en el estado estadounidense de Kentucky. En el Censo de 2010 tenía una población de 386 habitantes y una densidad poblacional de 1.753,36 personas por km².

## Geografía
Hunters Hollow se encuentra ubicada en las coordenadas 38°4′42″N 85°41′36″O / 38.07833, -85.69333. Según la Oficina del Censo de los Estados Unidos, Hunters Hollow tiene una superficie total de 0.22 km², de la cual 0.22 km² corresponden a tierra firme y (0%) 0 km² es agua.

## Demografía
Según el censo de 2010, había 386 personas residiendo en Hunters Hollow. La densidad de población era de 1.753,36 hab./km². De los 386 habitantes, Hunters Hollow estaba compuesto por el 96.37% blancos, el 1.3% eran afroamericanos, el 0.52% eran amerindios, el 0.26% eran asiáticos, el 0% eran isleños del Pacífico, el 0.52% eran de otras razas y el 1.04% pertenecían a dos o más razas. Del total de la población el 3.11% eran hispanos o latinos de cualquier raza.